# Engenho Gaipió
O Engenho Gaipió é um antigo engenho açucareiro pernambucano, localizado na zona da mata sul do Estado (-8.419085o, -35.178300o), no município de Ipojuca. O Engenho foi fundado em uma área desmembrada de uma sesmaria concedida ao capitão Antônio Miguel de Biart, em 07 de Junho de 1770. O seu nome, “gaipió” é um termo de origem indígena que significa "riacho de muitas ervas ou de plantas aquáticas", segundo o pesquisador e diretor do Instituto Arqueológico, Histórico e Geográfico de Pernambuco (IAHGP), Reinaldo José Carneiro Leão.

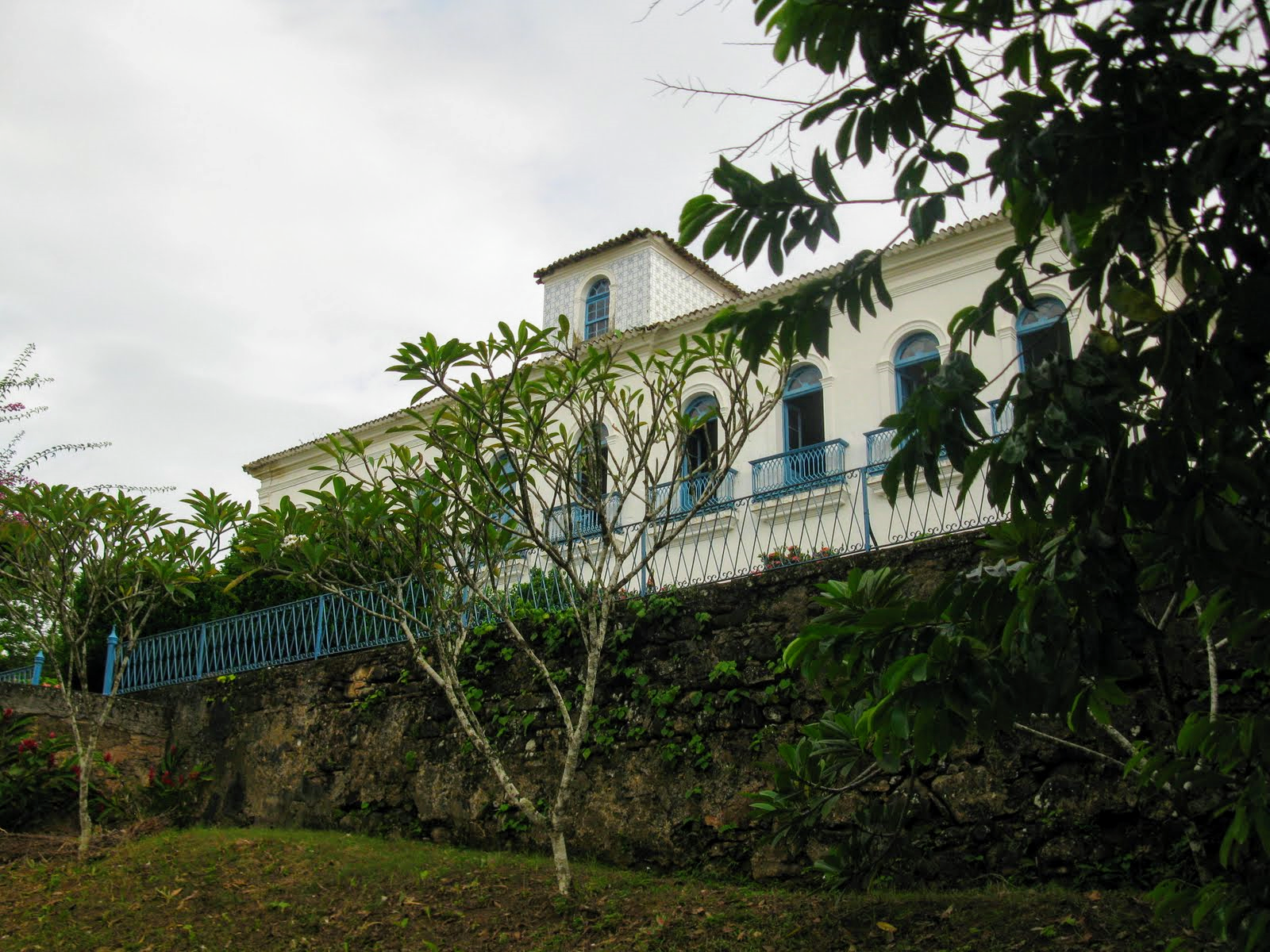
Casa-grande do Engenho Gaipió, de estilo arquitetônico neoclássico, concluída em 1863.

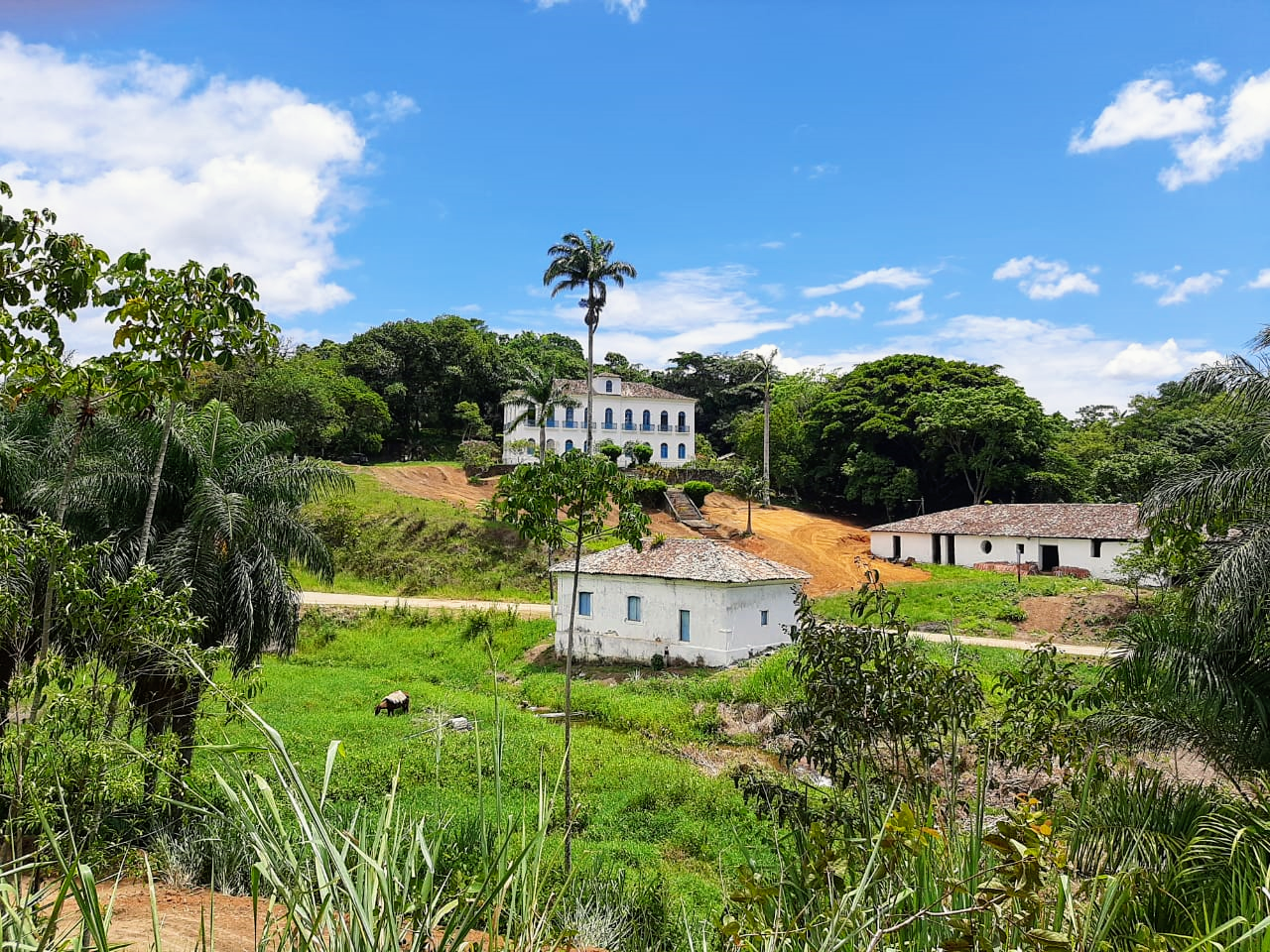
Sítio Histórico do Engenho Gaipió. Ao fundo, a Casa-grande; ao centro, o Armazém de Açúcar e à direita, a Casa de Purgar.

A linha sucessória de proprietários é iniciada com a junção das famílias “Câmara Pimentel” e “Cavalcanti”, que estiveram à frente da administração do engenho até 1882. Um dos primeiros proprietários, o tenente-coronel José Félix da Câmara Pimentel, nascido em 1805, faleceu aos 74 anos, em 9 de novembro de 1879, ainda dono do engenho. Durante o período de sua administração, o engenho foi palco de uma batalha entre os insurgentes praieiros, lutando em favor da causa liberal e federalista, e as tropas governistas. (Revolução Praieira, 1848-1850).

Em 1882 Gaipió foi adquirido por Ambrósio Machado da Cunha Cavalcanti, político atuante em Alagoas e Pernambuco, chegando ao governo do Estado (PE). Em 1928, já sem produzir açúcar, a propriedade foi absorvida pela Usina Timbó-Assú. Anos mais tarde, no início da década de 1950, Gaipió foi comprado pelo jornalista Murilo Marroquim.

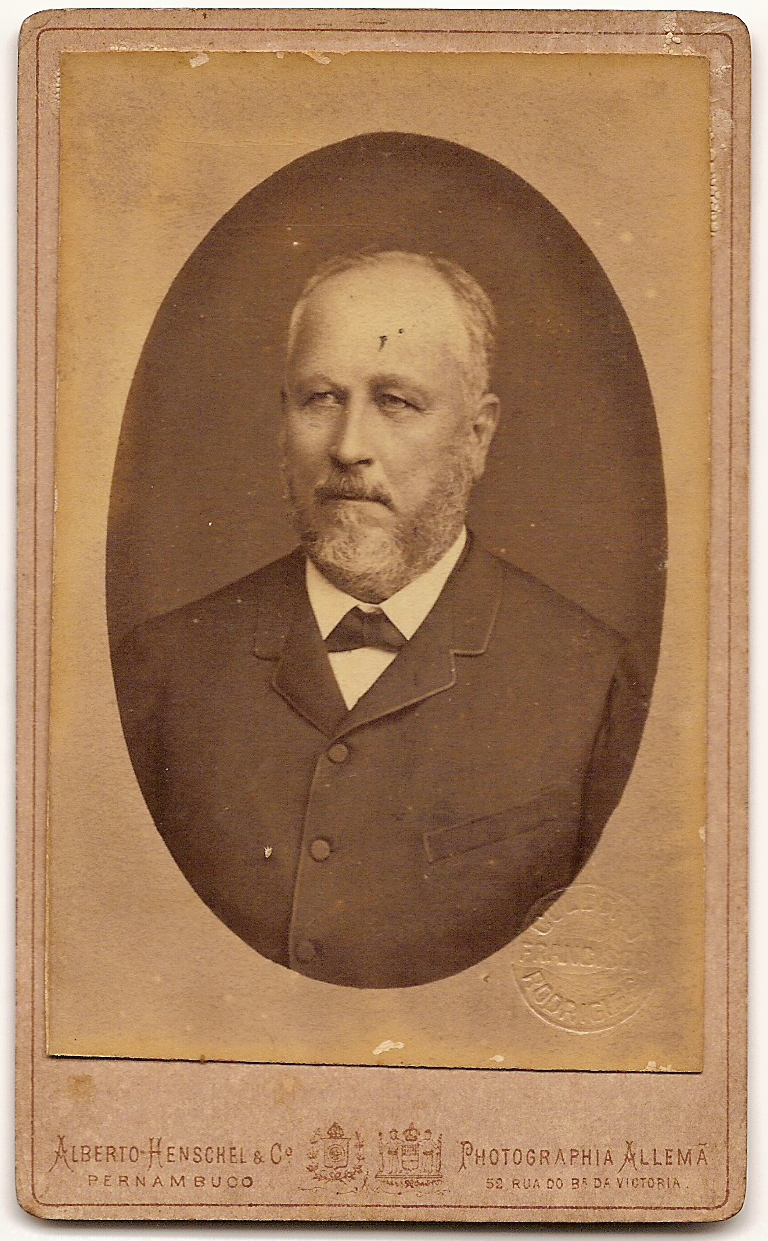
Ambrósio Machado da Cunha Cavalcanti

No final da década de 1990 as terras de Gaipió foram desapropriadas pelo INCRA, e 116 famílias foram assentadas, incluindo a maior parte dos então moradores do engenho. Atualmente estas famílias, reunidas em uma associação, desenvolvem várias atividades agrícolas. No entanto, a área central do engenho, onde se localizam as construções históricas, permanece como propriedade da família Marroquim.

Ao longo de seus 250 anos de existência, do período colonial brasileiro ao presente, seus proprietários enfrentaram as dificuldades e vantagens econômicas e políticas características de suas respectivas épocas, além da forte vocação religiosa, marcante nos engenhos de açúcar.

Em Gaipió as celebrações religiosas ocorrem até os dias atuais, inclusive com os festejos profano-religiosos que acontecem anualmente. A cada mês de março, o pátio diante da Capela de São José de Gaipió, recebe os moradores locais e vizinhos para celebrar o aniversário do santo padroeiro, na Festa do Glorioso São José.

Gaipió ainda tem no seu conjunto histórico-arquitetônico as principais construções de um engenho tradicional de açúcar: capela, casa-grande, senzala, moita, roda d’água, fornalha e armazém de açúcar. A senzala e o engenho velho estão em processo de restauração.

A longa existência da propriedade pode ser exemplificada pela presença de duas casas-grandes, de estilos arquitetônicos distintos. A primeira, com data de construção provável no final do século XVIII, é um prédio caracterizado por traços coloniais de arquitetura. Já a segunda casa-grande, que foi erguida pelo então proprietário José Félix da Câmara Pimentel, é um exemplar neoclássico, cujos detalhes nos forros e azulejos portugueses lhe dão um tom de requinte. O mobiliário original é conservado, permitindo ao visitante imaginá-la como a mais de 100 anos atrás. Sua fachada frontal aponta o ano de 1863 como o de sua inauguração.

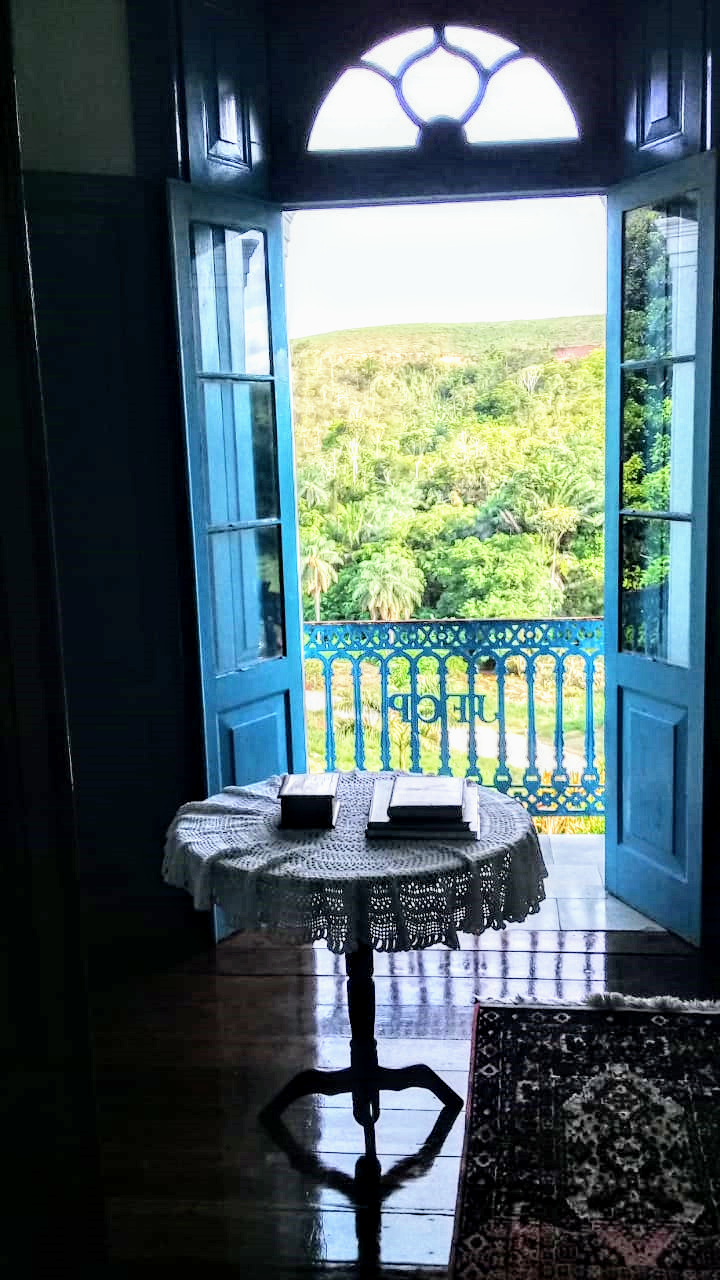
Interior da Casa-grande. Saleta de estar com vista para o engenho velho.

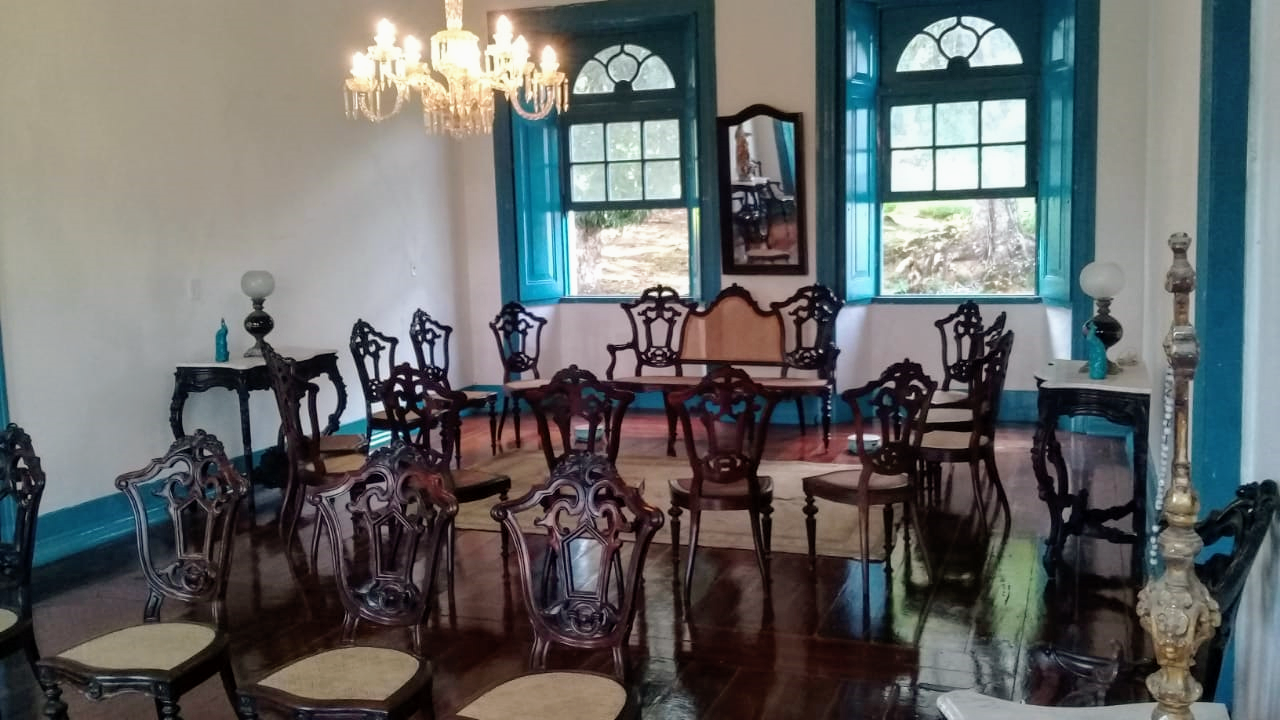
Sala de visitas da casa-grande, onde se vê alguns de seus móveis originais à sua construção.

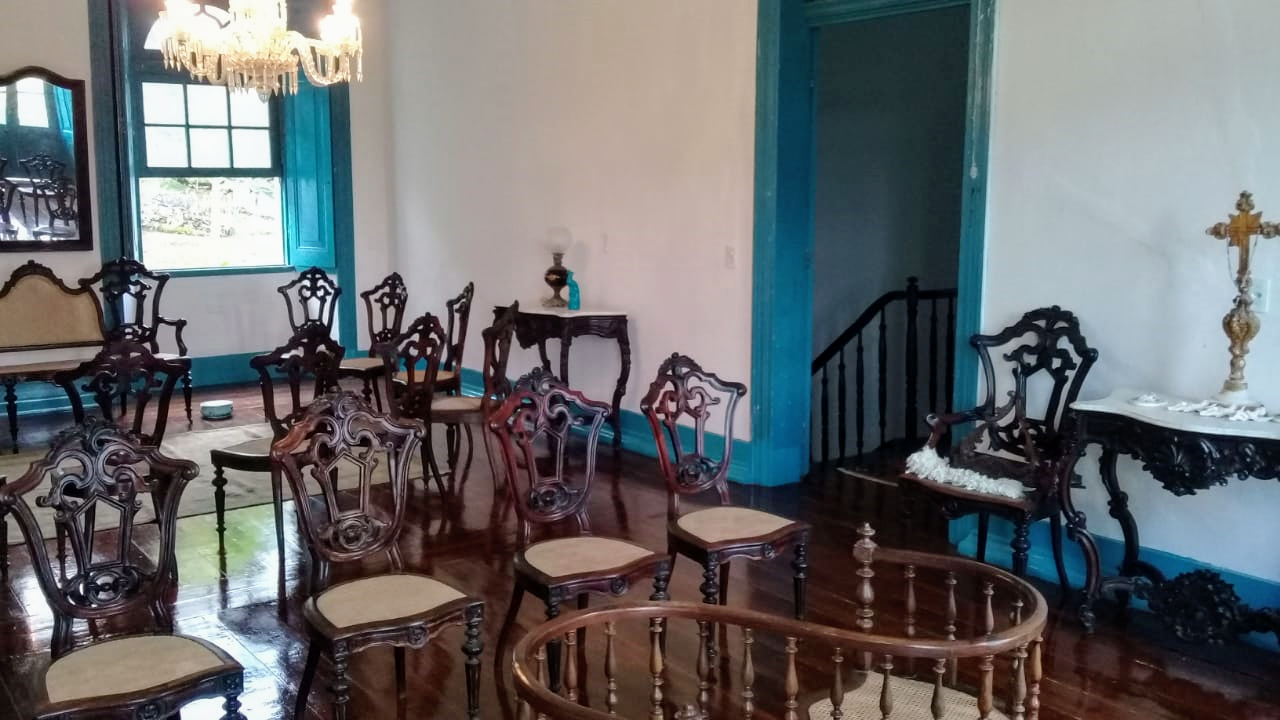
Sala de visitas da casa-grande. Destaque à namoradeira, um dos móveis originais da casa-grande, no primeiro plano.

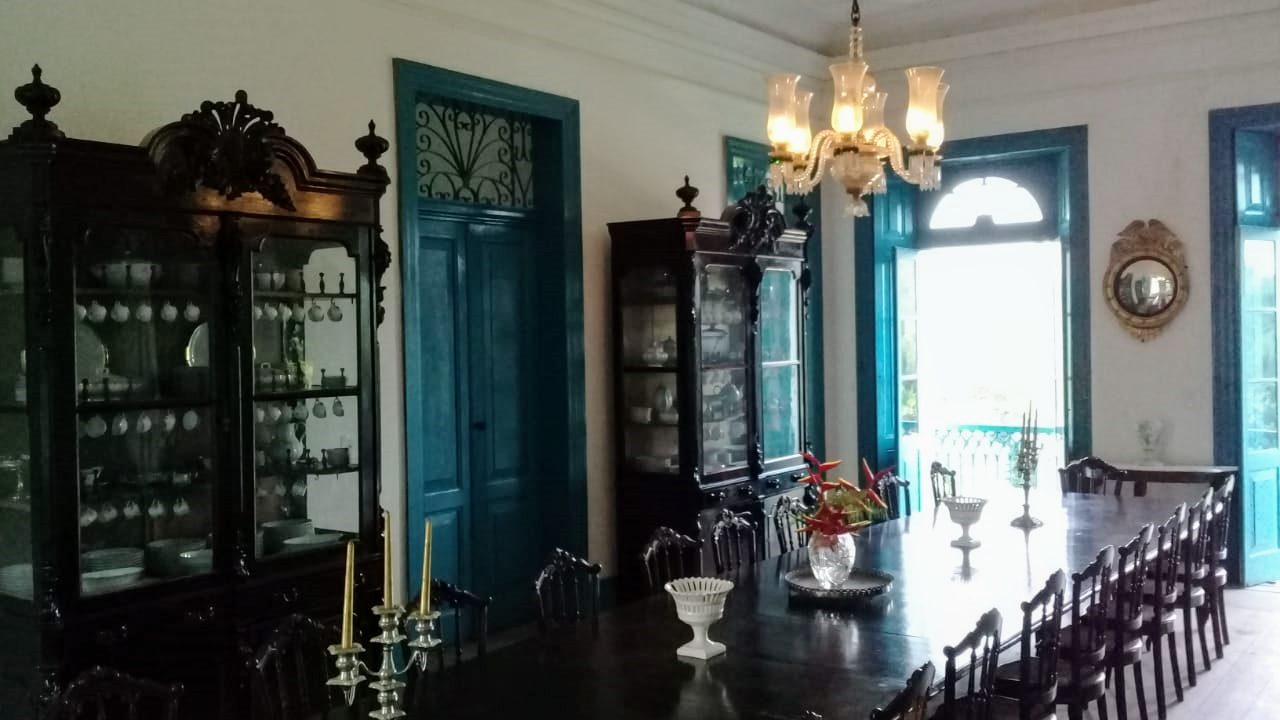
Sala de jantar da casa-grande, composta de uma mesa de 24 lugares e demais móveis originais à sua construção.

Além desses prédios fazem parte do sítio histórico a Capela (1853), o Armazém de Açúcar, a Casa de Purgar e, em processo de restauração, a estrutura da fábrica.

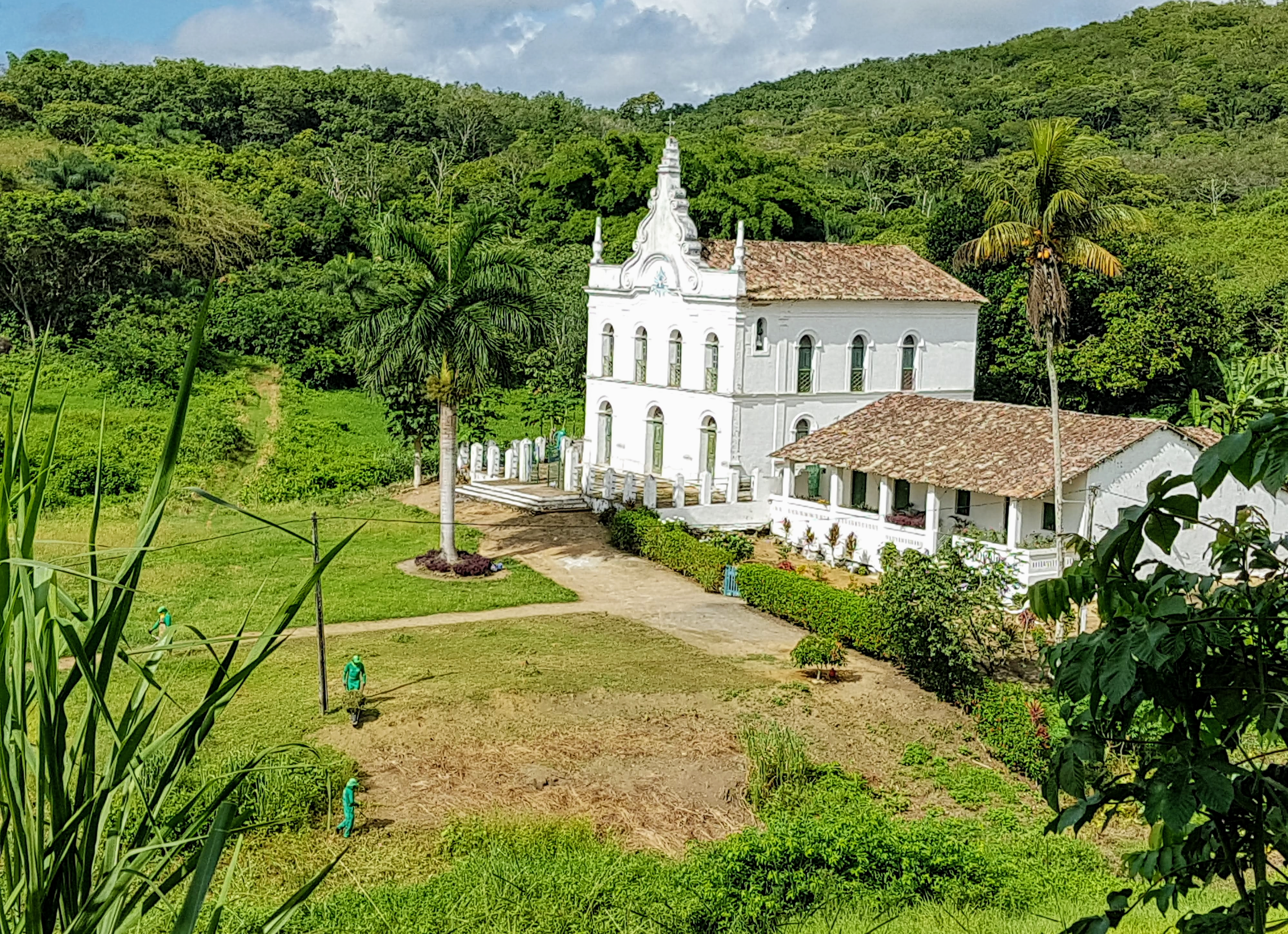
Sítio Histórico do Engenho Gaipió. À direita, primeira casa-grande de Gaipió, construção provável da última metade do século XVIII. À esquerda, Capela de São José, concluída em 1853.

Graças a seu bom estado de conservação, o engenho está em processo de tombamento nas esferas estadual pela FUNDARPE e federal, pelo IPHAN.
Em Gaipió a maior parte do terreno é acidentada, constituindo um cenário de serras e morros e um estreito vale que corta toda a extensão da propriedade de oeste a leste, onde corre o rio de mesmo nome, Gaipió. Neste cenário se destaca a Serra da Pedra Selada, que domina toda a paisagem, numa elevação de 301 metros em relação ao nível do mar.

Localizado a aproximadamente 35 km da praia de Porto de Galinhas, atualmente, Gaipió está sendo objeto de um projeto de aproveitamento turístico, em parceria com a Prefeitura Municipal de Ipojuca. 

Referências Bibliográficas

- GOMES, G. Engenho & arquitetura: tipologia dos edifícios dos antigos engenhos de açúcar de Pernambuco. Recife: Fundação Gilberto Freyre, 1997. FREYRE, Gilberto. Casa-grande & Senzala: Prefácio à 1.a Edição. 37 ed. Rio de Janeiro:Record, 1999. p. 63.
- FREYRE, Gilberto. O Velho Félix e Suas Memórias de Um Cavalcanti. Rio de Janeiro, Ilustrada, 1959.
- MAIOR, Mário Souto; SILVA, Leonardo Dantas. A Paisagem Pernambucana: Pelos Sertões da Antiga Província. Recife: Massangana, 1993, p. 98.
- Revista do Instituto Arqueológico Histórico e Geográfico Pernambucano: Livro de família deixado por Ambrósio Machado da Cunha Cavalcanti. VL. XLIII, 1950-1953. p. 429-452.
- ALENCASTRO, L. F. Vida privada e ordem privada no Império. In: VVAA. História da vida privada no Brasil: O fim das casas-grandes. São Paulo: Cia. das Letras, 1997. v.2. p. 392.

Fontes

- A Biblioteca Nacional do Brasil.
- O diretor do Instituto Arqueológico, Histórico e Geográfico de Pernambuco (IAHGP), Reinaldo José Carneiro Leão, que gentilmente nos cedeu sua pesquisa documentada sobre Engenho Gaipió.

Predefinição:Patrimônio histórico de Pernambuco